# Трново (Крива Паланка)
Трново (мкд. Трново) је насеље у Северној Македонији, у крајње североисточном делу државе. Трново је у оквиру општине Крива Паланка.

## Географија
Трново је смештено у крајње североисточном делу Северне Македоније. Од најближег већег града, Куманова, село је удаљено 75 km источно.
Село Трново се налази у историјској области Славиште. Насеље је положено на јужним падинама планине Чупина, на око 1.000 метара надморске висине.
Месна клима је планинска због знатне надморске висине.

## Становништво
Трново је према последњем попису из 2002. године имало 153 становника. Од тога огромну већину чине етнички Македонци (100%).
Претежна вероисповест месног становништва је православље.